# إسبن دايتريشسون
إسبن دايتريشسون (بالنرويجية البوكمول: Espen Dietrichson)‏ هو نحات نرويجي، ولد في 17 سبتمبر 1976.

## وصلات خارجية
- الموقع الرسمي